# Incoronazione del monarca thailandese

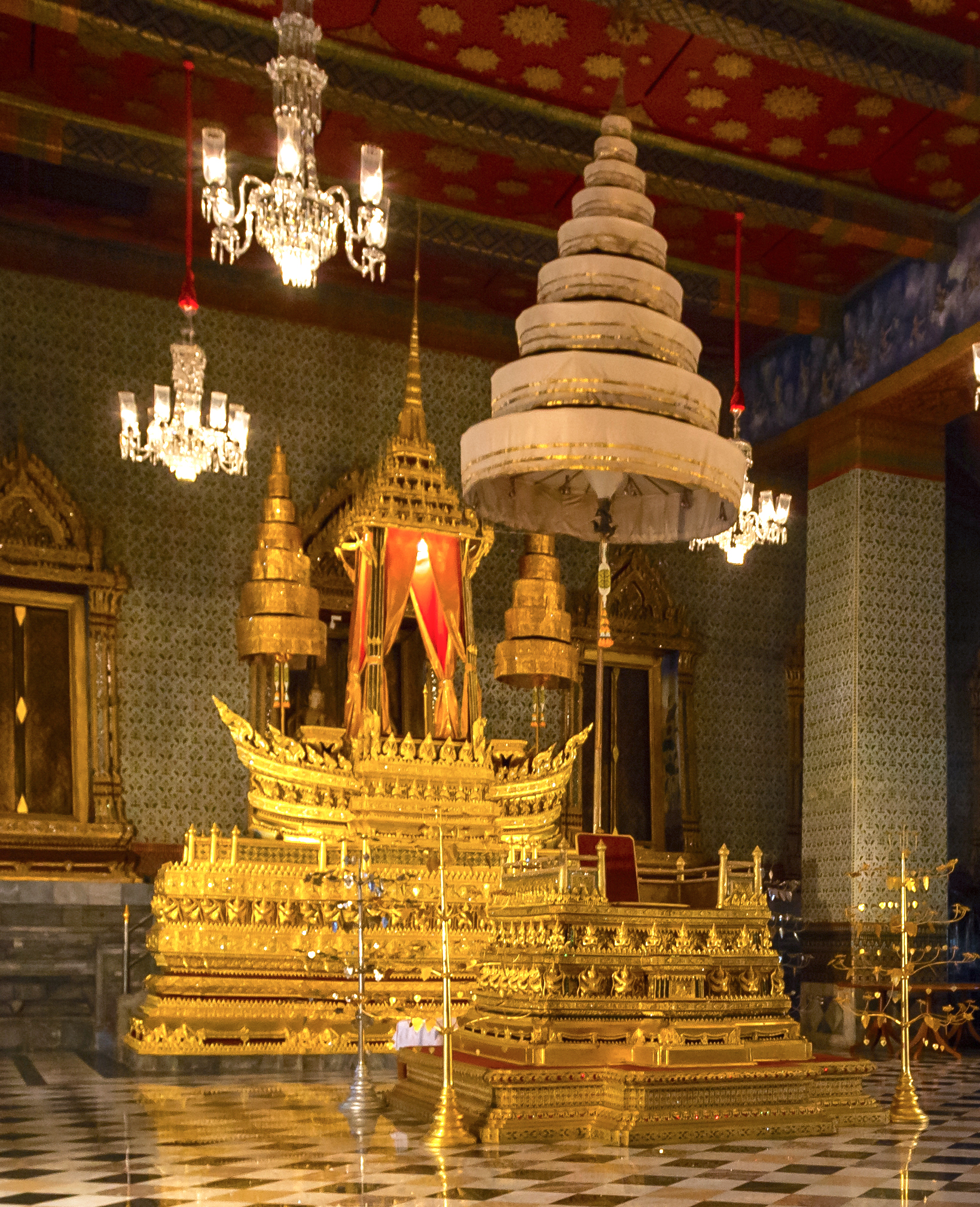
L'Ombrello reale a nove balze sopra il Trono nella Sala del Trono Phuttan Kanchanasinghat del Grande Palazzo Reale a Bangkok

L'incoronazione del monarca thailandese (thai: พระราชพิธีบรมราชาภิเษกพระมหากษัตริย์ไทย), è la cerimonia nella quale il Re di Thailandia è formalmente consacrato al suo ruolo e titolo mediante l'unzione e l'imposizione della corona.
Storicamente in Thailandia l'incoronazione avveniva il più presto possibile dopo la morte del precedente monarca, poiché un sovrano non consacrato non può fregiarsi di certe insegne né svolgere alcuna delle funzioni religiose che il suo ruolo richiederebbe. Tuttavia nel secolo scorso questa tradizione è stata sostituita da un lungo periodo di lutto di un anno o più dopo la morte del monarca.

## Simbolismo
Nella lingua thai il vocabolo per l'incoronazione (thai: ราชาภิเษก, RTGS: Rachaphisek o राज्याभिषेक, Rajyabhisheka), è il termine Veda per l'unzione (Abhiṣeka) di un monarca. Il termine spiega quindi il fatto che l'unzione costituisse anticamente la componente più essenziale della cerimonia di consacrazione. Oggi, tuttavia, la cerimonia d'incoronazione thailandese incorpora molti riti oltre l'unzione, l'intronizzazione, l'imposizione della corona e l'investitura del sovrano.
La successione di un re thailandese non è automatica e non è stata formalmente codificata fino alla legge di successione del palazzo del 1924. Prima di questa norma il diritto di successione era basato su molti fattori e non era sempre naturale; usurpazione e violenza erano comunemente impiegate per ottenere il trono. Di conseguenza, il rito dell'incoronazione è importante per legalizzare e legittimare il corrente sovrano alla corona.
L'antica usanza stabilisce che l'erede del sovrano, alla sua morte, governa solo come un reggente e non come un monarca finché non viene ufficialmente consacrato. Un sovrano non consacrato non è considerato qualificato per svolgere la funzione divina e sacerdotale di un Devarāja. Finché i riti dell'incoronazione non saranno completati, il nuovo sovrano deve escludere il prefisso Phrabat (พระบาท) dal suo titolo reale, non può emanare nessun comando reale, né sedersi sotto l'Ombrello reale a nove balze (deve accontentarsi solo di sette balze, fino ad incoronazione avvenuta). Di conseguenza, era consuetudine che un sovrano passasse attraverso le cerimonie di incoronazione non appena fosse morto il predecessore.

## Storia

### Storia antica
Le prime forme di incoronazione nel sud-est asiatico derivavano da quelle dell'antica India. L'attuale cerimonia di incoronazione in Thailandia è una miscela di tradizioni indù e buddhiste, che sono state trasferite agli stati iniziali della Thailandia da tre diverse fonti della sua storia: il regno di Srivijaya (VIII - XII secolo), l'impero Khmer (IX - metà XIV secolo), e il regno di Thaton (III a.C. - XI secolo).
The regno di Sukhothai (XIII - XV secolo), succeduto all'impero Khmer nel 1238, utilizzò il processo di unzione (Abhiṣeka) per il suo primo monarca, spiegando che il sovrano Sri Indraditya venne unto dal principe Pha Mueang, a sua volta unto dal sovrano khmer Indravarman II.
Nonostante la crescita del buddhismo come principale religione dei regni thailandesi, l'esistenza dell'induismo e il suo ruolo nei riguardi della casta dei brahmani non fu diminuita. Sebbene i sovrani fossero buddhisti, questi si circondarono dei corredi della regalità khmer, compresi i servizi di corte brahmani. Il buddismo era considerato la religione del popolo, mentre l'induismo (in particolare lo shivaismo), era adatto solo ai reali. Il sovrano, però, ha il compito di difendere entrambi.

### Ayutthaya
Il regno di Sukhothai fu assorbito dal regno di Ayutthaya (XIV - XVIII secolo), intorno al XV secolo. Durante questo periodo la cerimonia di incoronazione veniva a volte denominata Indraphisek (thai: อินทราภิเษก) per sottolineare gli aspetti religiosi dell'unzione, in cui il dio Indra era invitato a manifestarsi nella persona del re. Questa cerimonia fu indubbiamente di carattere indù ed eseguita dal brahmano di corte. La cerimonia includeva anche gli elementi di un Rajasuya (sacrificio di inaugurazione del re). Dopo l'unzione, i principali nobili avrebbero quindi presentato al re i diversi elementi del suo regno, vale a dire il popolo, la capitale, le truppe, le barche, le risaie e il tesoro. Il termine Abhisheka stesso fu usato per la prima volta nelle Cronache Reali del 1480. La cerimonia presumibilmente duraba oltre ventuno giorni, escludendo un mese di spettacoli teatrali, quale dimostrazione della sua importanza.
Quando la città capitale fu saccheggiata nel 1767 dalle truppe birmane della dinastia Konbaung nella guerra del 1765, la maggior parte delle registrazioni sulle cerimonie reali furono distrutte. Il successivo regno di Thonburi (1768-1782) ebbe poco tempo per la cerimonia reale, e il suo unico monarca, re Taksin, non ebbe mai una cerimonia di incoronazione. Tuttavia il sovrano cercò di ripristinare alcuni dei vecchi riti quando invitò alcuni brahmani di Nakhon Si Thammarat alla sua corte.

### Rattanakosin
Quando Rama I stabilì il regno di Rattanakosin con Bangkok come capitale, nel 1782, eseguì una cerimonia di incoronazione provvisoria, spesso indicata nei documenti storici come Prapdaphisek (thai: ปราบดาภิเษก). Questa è stata descritta come l'unzione di qualcuno che ha ottenuto il potere con la forza.
Il sovrano si impegnò per cercare di recuperare le tradizioni perdute con il regno di Ayutthaya. Un decreto reale sulle cerimonie reali nel 1782 espose il modo in cui il re desiderava che si facessero le cose: "Sua Maestà desidera che le cose vengano eseguite come nel [tempo del] re Boromakot, e non come Phraya Thaksin". Sotto la guida di Chao Phraya Bibidhabijai (thai: เจ้าพระยา เพชร พิชัย), ex funzionario del re di Ayutthaya, un comitato di funzionari e monaci creò quindi un manuale delle cerimonie reali della corte, compresa la cerimonia di incoronazione. Allo stesso tempo, ordinò la creazione di un nuovo completo di regalie per il regno. Nel 1785, terminata la costruzione del Grande Palazzo Reale, fu completata una seconda cerimonia di incoronazione secondo la ritrovata tradizione. Sarà da questa cerimonia che verranno modellate tutte le successive incoronazioni thailandesi. Il re stabilì anche la costruzione del tempio Devasathan vicino al Wat Suthat, così i Brahmani poterono continuare a svolgere e officiare le cerimonie reali della corte.

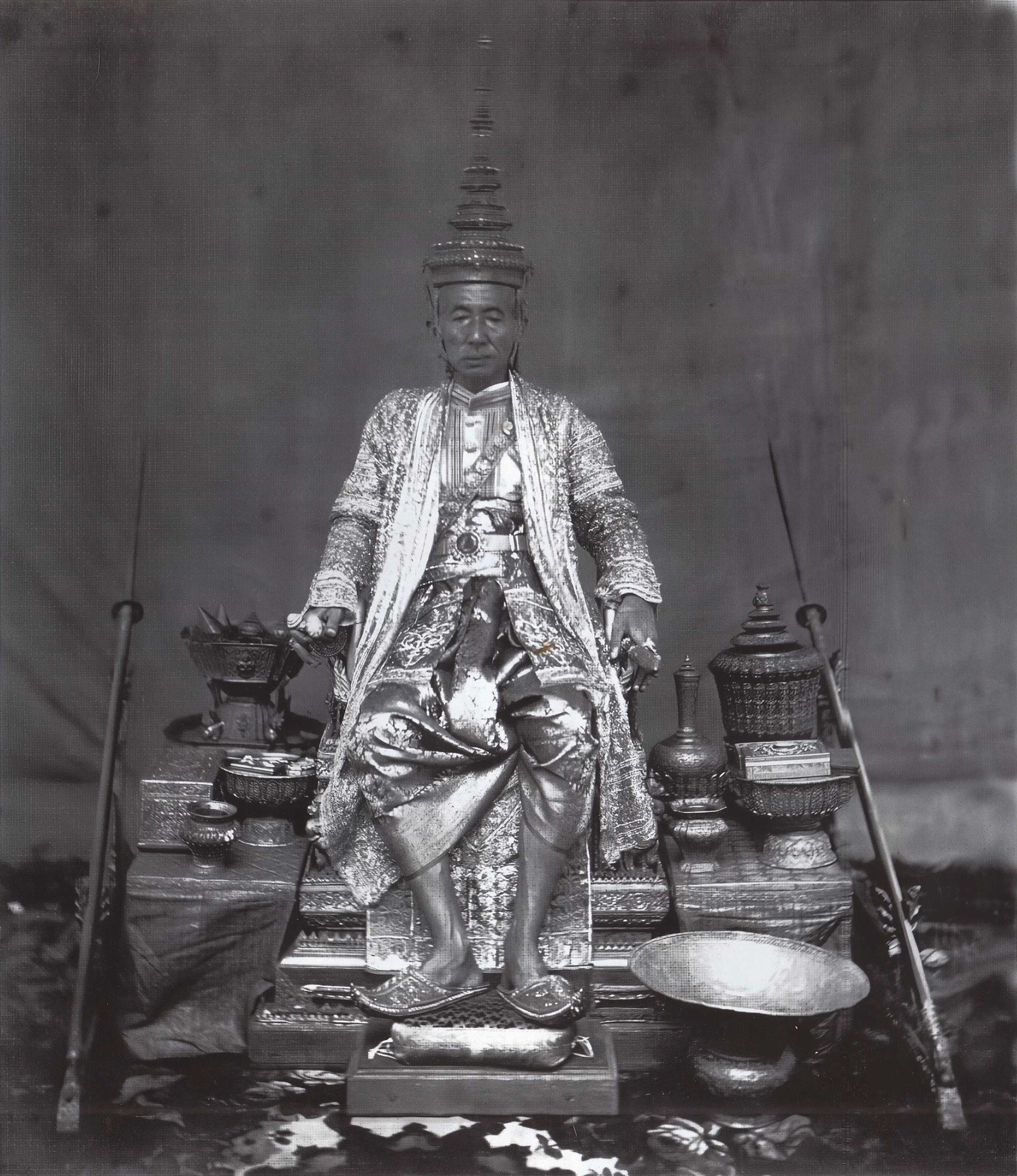
Rama IV con le regalie della corona

Le incoronazioni di Rama II e Rama III, del 1809 e del 1824, seguirono da vicino quelle di Rama I, e nessuna deviazione fu registrata. Quando Rama IV salì al trono nel 1851, invece, nuovi elementi furono inclusi nella cerimonia di incoronazione. Fin dall'antichità la cerimonia dell'unzione era considerata l'evento supremo dell'incoronazione, sotto Rama IV, invece, l'atto di incoronazione del monarca acquisì la stessa importanza dell'unzione, se non superandola. Ciò fu dovuto all'influenza sul sovrano delle incoronazioni europee. Il monarca aumentò anche il ruolo del sangha buddhista all'interno della cerimonia incorporando la recita dei Paritta Suttas nella cerimonia, che fino ad allora era esclusivamente indù.

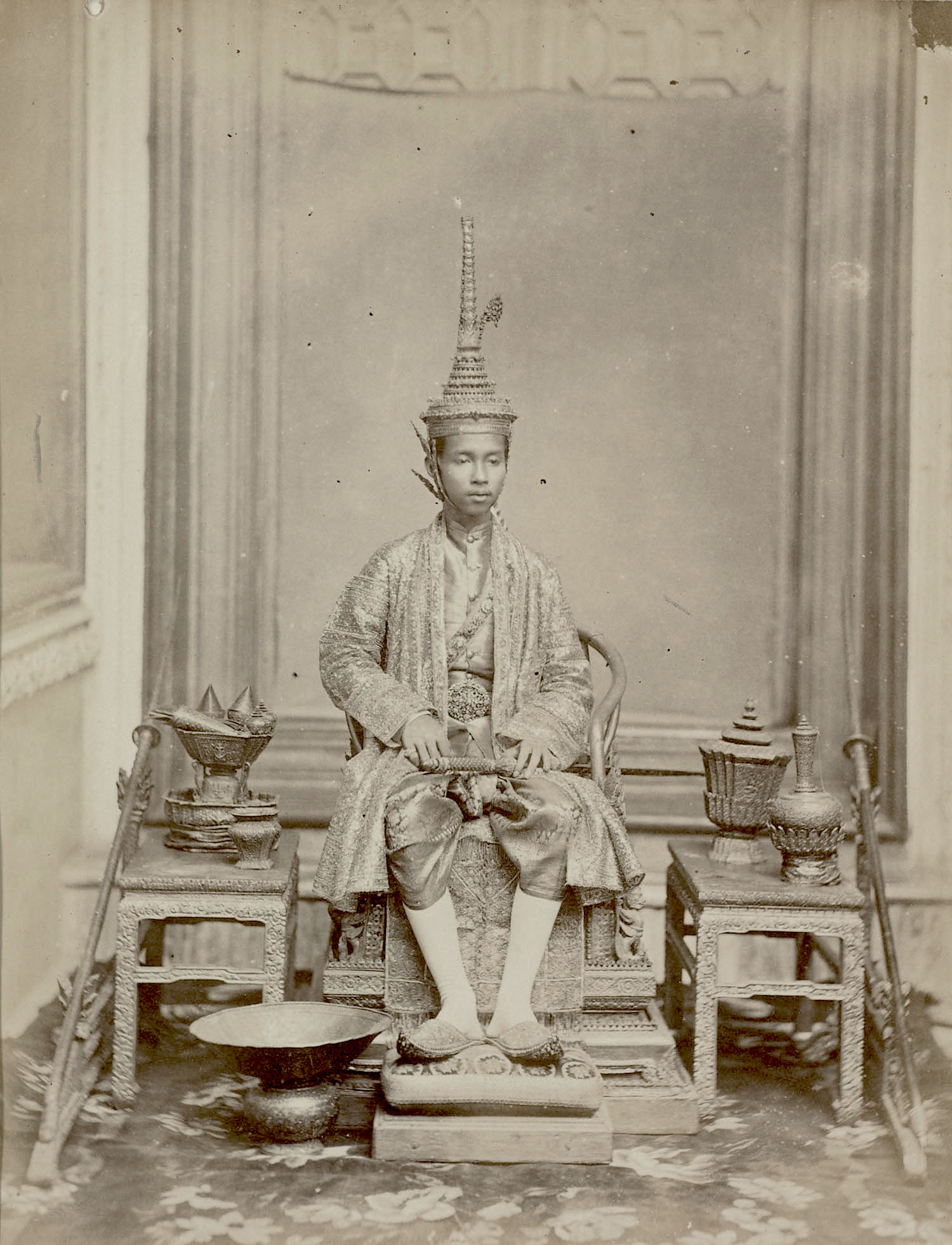
Rama V alla sua prima incoronazione

Rama V salì al trono all'età di 15 anni, sotto la reggenza di Somdet Chaophraya Sri Suriwongse. Non gli fu dato alcun potere politico, ma fu incoronato comunque con una cerimonia completa l'11 novembre 1868, solo un mese dopo la morte di Rama IV. Quando raggiunse la maggiore età di 20 anni, il sovrano subì una seconda cerimonia di incoronazione il 16 novembre 1873. Per Rama V la seconda incoronazione fu vitale per legittimare il suo regno, non solo agli occhi della popolazione e della nobiltà, ma anche a quelli delle potenze coloniali occidentali. Il re colse l'occasione dell'udienza generale alla fine della sua seconda incoronazione per fare un annuncio notevole, come commentò l'allora governatore degli Stabilimenti dello Stretto sir Andrew Clarke: "Il re ha tenuto un discorso ed alla fine ha annunciato l'abolizione della pratica di inchinarsi e sdraiarsi in alla presenza reale. Mentre le parole gli passavano sulle labbra le figure giacenti si alzarono di colpo; l'effetto è stato descritto dai presenti come il più impressionante".

### Storia moderna

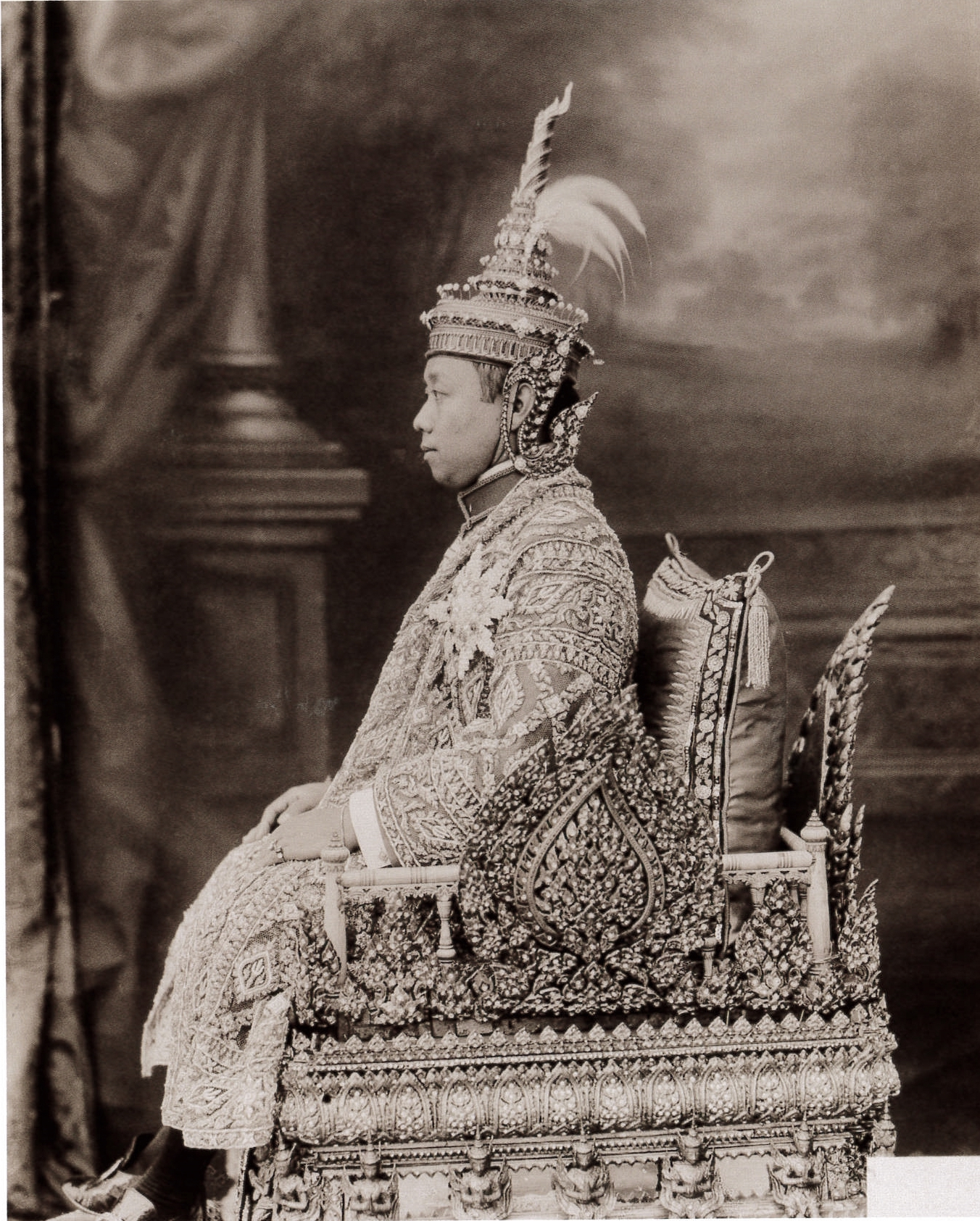
Rama VI sul trono alla sua seconda incoronazione

Rama V morì il 23 ottobre 1910 e già l'11 novembre, suo figlio, Rama VI, decise di celebrare una cerimonia solenne all'essenziale di unzione ed incoronazione, poiché aveva già deciso che avrebbe celebrato una seconda cerimonia di incoronazionel l'anno successivo dato che voleva invitarci i membri di famiglie reali straniere per unirsi a lui e godersi i festeggiamenti senza disturbare il consueto periodo di lutto per suo padre. La seconda incoronazione ebbe luogo il 28 novembre 1911 e continuò per tredici giorni. Erano presenti rappresentanti di quattordici paesi diversi, tra cui il principe Alessandro di Teck dalla Gran Bretagna, il granduca Boris Vladimirovich dalla Russia, il principe Nicola di Grecia, il principe Valdemaro di Danimarca, il principe Guglielmo di Svezia ed il principe Hiroyasu Fushimi dal Giappone. Il secondo evento ha avuto luogo con una cerimonia molto più elaborata, compreso i festeggiamenti successivi. L'evento costava allo stato ฿ 4.884.676 (originariamente stanziato a soli ฿ 500.000), mentre la prima incoronazione era costata solo ฿ 100.000. La somma colossale spesa era il doppio del costo dell'incoronazione di re Giorgio V del Regno Unito, tenutasi poco prima nello stesso anno. Nonostante questo, i festeggiamenti sono stati giudicati un successo e sono stati lodati dalla stampa straniera.
La cerimonia di incoronazione di Rama VII fu programmata per il 25 febbraio 1926. Diversamente dai suoi predecessori, volle attendere fin dopo il solenne funerale del predecessore, suo fratello, ed il suo periodo di lutto. La cerimonia durò tre giorni. Il principe Devawongse Varopakarn scrisse all'ambasciatore giapponese che la cerimonia di incoronazione del sovrano: "Sarà solo una per ragioni di economia e su una scala più essenziale rispetto a quelle avute fino ad ora. Non sono stati invitati personaggi speciali da paesi stranieri, ma non ci sarà alcuna obiezione se i personaggi stranieri già in questo paese vorranno presenziare a quest'occasione". Tuttavia parteciparono le diplomazie di quarantasette paesi diversi e la cerimonia fu completate per intero. Per la prima volta un libro e diverse fotografie della cerimonia furono pubblicate dall'agenzia della Casa Reale. Un film muto di 11 minuti e 8 secondi della cerimonia di incoronazione è stato fatto dalle Ferrovie di Stato della Thailandia con didascalie sia in thailandese che in inglese.

### Monarchia costituzionale
Dopo la rivoluzione del 1932, il sistema di governo fu cambiato da quello di una monarchia assoluta a quello di una monarchia costituzionale. Solo tre anni dopo Rama VII abdicò in seguito a violenti disaccordi con il nuovo governo guidato dal Khana Ratsadon (o Partito del Popolo). Suo nipote, il principe Ananda Mahidol, salì al trono come Rama VIII. Nel 1935 il sovrano aveva solo otto anni ed era considerato troppo giovane per essere incoronato. La sua famiglia lo aveva trasferito in Svizzera per essere educato e per la sua incolumità; il paese stava subendo una grande trasformazione ed era considerato pericoloso per il giovane sovrano. Nel 1938 il governo decise di invitare il re a tornare a Bangkok. Durante la sua breve visita non si sarebbe tenuta nessuna cerimonia di incoronazione. Fu solo nel dicembre del 1945, dopo la fine della seconda guerra mondiale, che il re, a 20 anni, poteva tornare definitivamente rientrare nel suo paese. L'incoronazione fu programmata provvisoriamente, nonostante la caotica situazione politica e il malessere del dopoguerra ma il 9 giugno 1946 il giovane sovrano fu ritrovato morto nei suoi appartamenti in circostanze non ancora del tutto chiare. Suo fratello minore, il principe Bhumibol Adulyadej, fu così proclamato re come Rama IX ma poiché aveva solo 19 anni doveva essere al suo posto un consiglio di reggenza. Rama VIII non fu quindi mai formalmente incoronato ed il suo ombrello reale dovette rimanere a sette balze e così fu appeso sopra la sua urna funeraria. Tuttavia, il 13 agosto, il governo ha dichiarato che l'ombrello reale a nove balze e le altre insegne proprie di un monarca consacrato dovessero essere presentate alle sue spoglie ed il suo titolo regale venne cambiato postumo aggiungendo il prefisso Phrabat, così da renderlo un re pienamente consacrato.
Alla fine del 1946 Rama IX lasciò la nazione e tornò in Svizzera, per non tornare fino al 1950. Durante la sua assenza forti crisi politiche attanagliarono il paese, provocando un colpo di stato nel 1947, quando i militari presero il potere sul governo civile. Nonostante le suppliche al sovrano di tornare a Bangkok, egli rifiutò diverse volte, tornando solo nel 1950 per la cerimonia di cremazione del fratello Rama VIII. Successivamente, il sovrano celebrò le sue nozze con Sirikit Kitiyakara e la data della sua incoronazione fu fissata per il 5 maggio 1950. Come primo monarca thailandese ad essere incoronato sotto un sistema costituzionale, sebbene sotto il controllo militare, alla sua incoronazione furono aggiunte diverse innovazioni cerimoniali; a causa della scarsa salute del monarca, i consueti tre giorni di benedizione prima dell'incoronazione furono abbreviati in un solo giorno ed i paggi reali che dovevano consegnare al sovrano l'acqua dell'unguento, precedentemente prelevati dai ranghi della nobiltà, vennero sostituiti dai membri della Camera dei rappresentanti, che rappresentava le diverse province del regno. L'incoronazione è avvenuta nell'arco di tre giorni.
Dopo la morte Rama IX il Grande, avvenuta il 13 ottobre 2016, suo figlio, Rama X, ha voluto osservare più di un anno di lutto dai funerali ufficiali di suo padre, prima di eseguire la sua cerimonia di incoronazione, prevista quindi tra il 4 ed il 6 maggio del 2019: questi giorni erano particolarmente significativi in quanto erano gli stessi in cui si svolse l’incoronazione del padre nel 1950.

## Scenario delle cerimonie

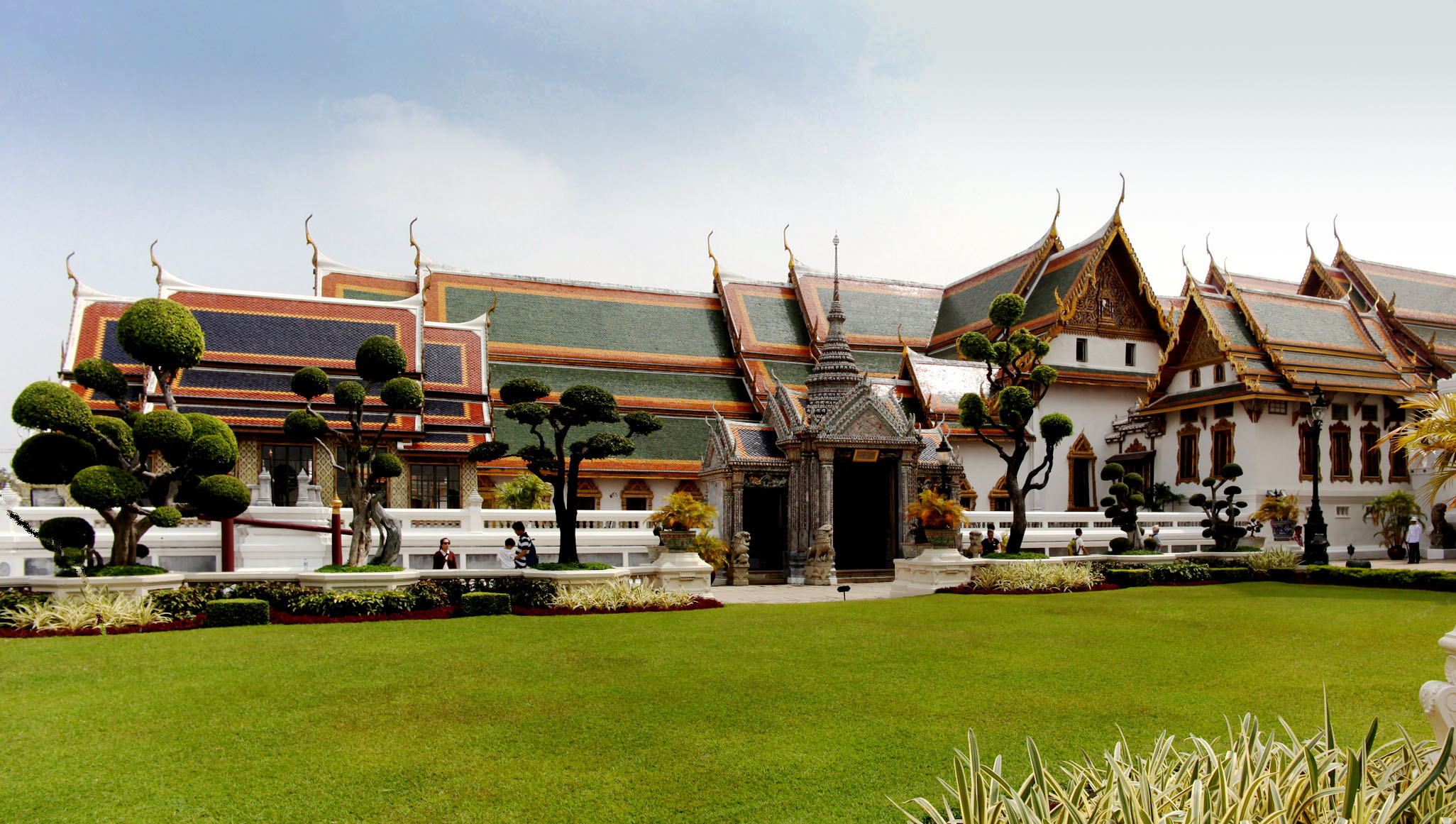
Il Phra Maha Montien è la sede della maggior parte delle cerimonie di incoronazione. Da sinistra a destra: sala del trono Amarin Winitchai, sala Phaisan Thaksin, residenza Chakkraphat Phiman.

La maggior parte dei rituali di incoronazione si svolgono all'interno del gruppo di edifici del Phra Maha Montien (thai: พระ มหา มณเฑียร), nella corte di mezzo del Grande Palazzo Reale; la parte più antica del palazzo, essendo stata costruita da Rama I nel 1782. L'edificio è diviso in tre sezioni, da nord a sud; la sala del trono Amarin Winitchai, la sala Phaisan Thaksin e la residenza Chakkraphat Phiman.
La sala del trono Amarin Winitchai è la grande sala del trono ed ha due troni. Qui è dove il re concede la sua udienza pubblica e tiene le cerimonie di stato davanti alla corte reale. La sala Phaisan Thaksin è una stanza rettangolare molto più piccola; era usata come camera di presenza privata dai sovrani precedenti. La sala ha anche due troni, uno ai due lati della sala, e questi sono usati solo durante la cerimonia di incoronazione. L'ultima sezione è la residenza Chakkraphat Phiman, non una ma una serie di edifici collegati che formano gli appartamenti personali del re. La residenza contiene la camera da letto di stato e il letto a baldacchino di Rama I, così come altri tavoli e divani per uso reale. Il retro della residenza si apre sul cortile interno del palazzo, in passato residenza della famiglia poligama del re.

## La cerimonia

### Riti preliminari
diverse cerimonie preliminari si svolgono prima del giorno dell'incoronazione. Il primo rito introduttivo dell'incoronazione è l'iscrizione degli stili cerimoniali e dei titoli del nuovo re su una tavoletta d'oro chiamata Phrasupphanabat (thai: พระ สุพรรณบัฏ). Un giorno prima di questa cerimonia, una prima cerimonia di benedizione viene eseguita da diversi monaci buddhisti nella cappella principale del Wat Phra Kaew, o tempio del Buddha di Smeraldo. Durante la cerimonia, invece, uno scriba reale incide gli appellativi ed i titoli reali (i sovrani thailandesi di solito ricevono un nuovo nome cerimoniale al momento della cerimonia), sulla tavoletta in oro. Viene inciso anche un altro foglio d'oro, contenente l'oroscopo del re. Da un artigiano viene scolpito il sigillo personale del sovrano. Tutto questo viene eseguito con una fanfara che tra i suoi strumenti ve ne sono anche di derivati da gusci di conchiglie detti shankha, alla presenza dei monaci che avevano officiato il giorno precedente e di un rappresentante del sovrano (di solito un membro anziano della Casa Reale). Entrambe le tavolette sono poi avvolte in stole di seta rossa, legate con diverse corde colorate, ed infine collocate all'interno di una scatola, che, posta su un vassoio d'oro, verrà poi collocata sull'altare del Buddha di Smeraldo insieme alle altre regalie delle corona thailandese. Questo rito si conclude solitamente diversi giorni o persino una settimana prima della cerimonia principale.
Di solito, a partire dallo stesso periodo, ma separatamente, viene eseguito l'antico rituale indù chiamato homa o sacrifici da bruciare (thai: พิธีศาสตรปุณยาชุบโหมเพลิง). Il rituale è eseguito dal capo bramhano della corte reale (thai: พระราชครูวามเทพมุนี), che è anche il sommo sacerdote di Shiva, e dai suoi seguaci, il brahmani di corte (thai: พราหมณ์หลวง). Un padiglione cerimoniale è eretto appositamente per questo scopo all'interno del palazzo. Le immagini delle tre divinità indù (i Trimurti) sono poste su tre altari. Davanti a loro è posta una stufa di rame incisa con lo yantra appropriato e nove bacini d'acqua contenenti ciascuno una piccola moneta d'argento. Dopo i soliti riti di purificazione, la citazione dello yantra di culto alle otto direzioni ed alle divinità sull'altare, seguitamente il brahmano immergerà durante una grande cerimonia le foglie di certi alberi, come i marmelos dell'Ege, che erano stimati in tempi antichi per i loro supposti valori medicinali e purificatori, nell'acqua. Le foglie sono offerte al re durante l'imminente servizio di benedizione. Il re si spazzolerà poi sulla testa e sui capelli per simboleggiare la purificazione e restituirli al Capo Brahmano, che poi brucerà cerimoniosamente ognuna delle foglie.
Prima del giorno dell'incoronazione, un servizio di benedizione (thai: เจริญ พระพุทธ มนต์), si svolge in tutte e tre le sezioni del gruppo di edifici del Phra Maha Montien. A seconda della volontà del futuro sovrano, il servizio di benedizione potrebbe essere più lungo, arrivando a durare anche più di tre giorni. Il re presiederà personalmente queste cerimonie dall'interno della sala del trono Phaisan Thaksin. Con il monarca rimane un capitolo di trenta monaci, con altri quarantacinque monaci all'interno della residenza della sala residenziale Chakkraphat Phiman. Il monarca inizia la cerimonia con l'accensione delle candele. Da queste candele viene accesa una candela e seguitamente donata al Supremo Patriarca della Thailandia, che entrerà all'interno della sala del trono Amarin Winitchai per accendere una candela speciale chiamata Candela della Vittoria (thai: เทียน ชัย), destinata a rimanere accesa fino alla fine della cerimonia di incoronazione. Un monaco anziano leggerà quindi un proclama che segnala l'inizio delle cerimonie di incoronazione. L'intero assemblaggio di monaci canterà i Paritta Suttas e getterà un filo protettivo attorno agli edifici per allontanare gli spiriti maligni. Il servizio si conclude con i monaci che escono dal palazzo; torneranno per il servizio di incoronazione il giorno successivo. Prima della fine della giornata il sovrano invierà anche delle offerte di fiori alle divinità indù nel tempio Brahman, ai sacri ombrelli reali bianchi a nove balze (cinque posizionati intorno ai vari palazzi), e alle immagini degli spiriti guardiani della capitale all'apposito santuario della città.
Lo stesso giorno le tavolette coperte del sigillo reale, i titoli e l'oroscopo vengono ufficialmente trasferiti dal Tempio del Buddha di smeraldo alla sala Phaisan Thaksin.

### Bagno purificatore

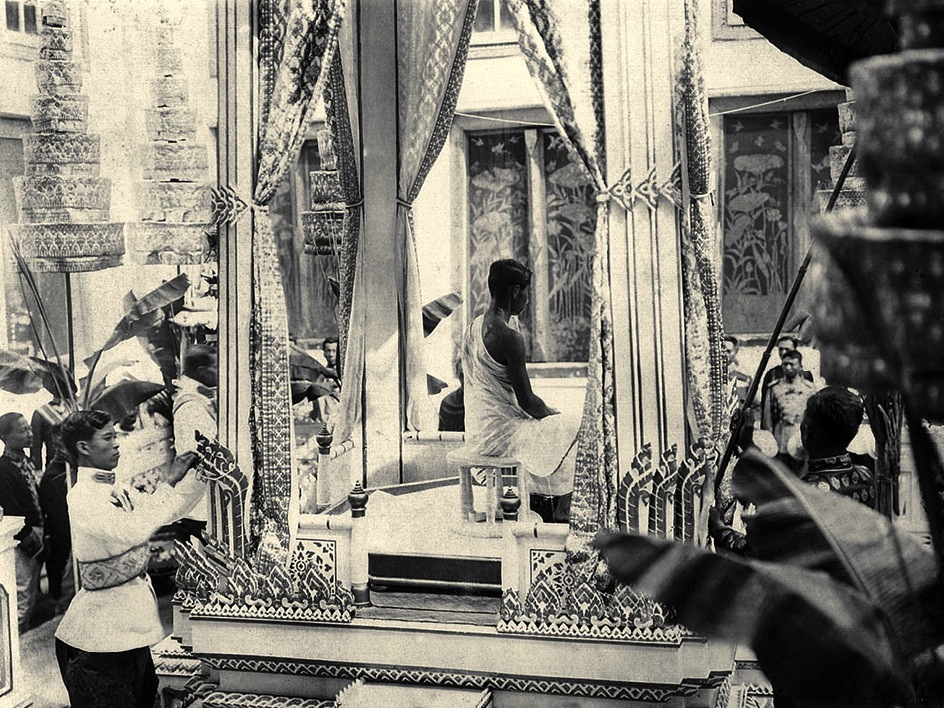
Il bagno purificatore di Rama VII nel febbraio 1926

Il primo rito ufficiale dell'incoronazione di un monarca thailandese è il bagno di purificazione del sovrano (thai: พระ ร าช สรง พระ มูรธาภิเษก): la mattina del giorno dell'incoronazione, il sovrano giunge nella sala del trono Amarin Winitchai con indosso l'uniforme da Feldmaresciallo del Regio Esercito Thailandese. Per prima cosa accende una candela e lascia un'offerta speciale alle immagini del Buddha poste all'interno della sala, quindi procede verso la sala del trono Phaisan Thaksin. Dopo aver eseguito una breve preghiera (ripetendo i Cinque Precetti del buddhismo), e ricevuto una benedizione dai monaci riuniti all'interno della sala, nel momento più propizio il Capo Brahmano inviterà il monarca a fare un bagno cerimoniale. Il monarca cambierà la propria uniforme con una veste bianca, simbolo di purezza (simile alla Kesa di un monaco), fermandosi, prima di fare il bagno, davanti ad un altare eretto nel cortile per accendere delle candele e fare offerte alle divinità indù.
L'acqua utilizzata per questa cerimonia viene raccolta per l'occasione dai cinque principali fiumi del regno: il Chao Phraya, il Pa Sak, il Mae Klong, il Phetchaburi e il Bang Pakong. Ciò rispecchia i cinque antichi fiumi indiani, il Gange, il Mahi, lo Yamuna, il Sarayu e l'Achiravati. Viene raccolta anche l'acqua dei quattro antichi stagni di Suphanburi e l'acqua consacrata proveniente dai più importanti templi buddisti del regno.
Un padiglione appositamente costruito è eretto su un cortile tra la sala del trono Phaisan Thaksin e la sala residenziale Chakkraphat Phiman. Una volta che il sovrano è seduto all'interno del padiglione, parte dell'acqua gli viene porsa in una piccola ciotola d'oro. Il monarca immerge a questo punto la sua mano per bagnarsi il capo. Successivamente viene tirata una corda che fa rilasciare una pioggia d'acqua da una tettoia posta sopra il padiglione al suo interno. Il sovrano offre poi l'acqua in piccole ciotole ai membri del clero buddista, della famiglia reale, dei ministri del governo e dagli altri funzionari, come atto di benedizione. Mentre è in corso il bagno cerimoniale, viene suonata una fanfara di tamburi, trombe e musica tradizionale thailandese. Altrove l'antica artiglieria spara a salve un saluto dal recinto del Grande Palazzo Reale. Un mantra di benedizione viene recitato da ottanta monaci all'interno della residenza di Chakkraphat Phiman. Dopo aver finito di ricevere l'acqua dagli alti funzionari, il sovrano si ritira nei suoi appartamenti privati dietro la residenza di Chakkraphat Phiman, per riapparire poi coi paramenti regali nella sala del trono Phaisan Thaksin per la cerimonia dell'unzione.
Questo rito è attuato equivalentemente in molte tradizioni indù e in particolare in quella brahmanica, secondo le quali prima che si verifichi una cerimonia religiosa importante abbisogni purificarsi ritualmente attraverso l'abluzione. Questa cerimonia non deve essere confusa col rito dell'unzione, che è la tappa cerimoniale successiva.

### Unzione

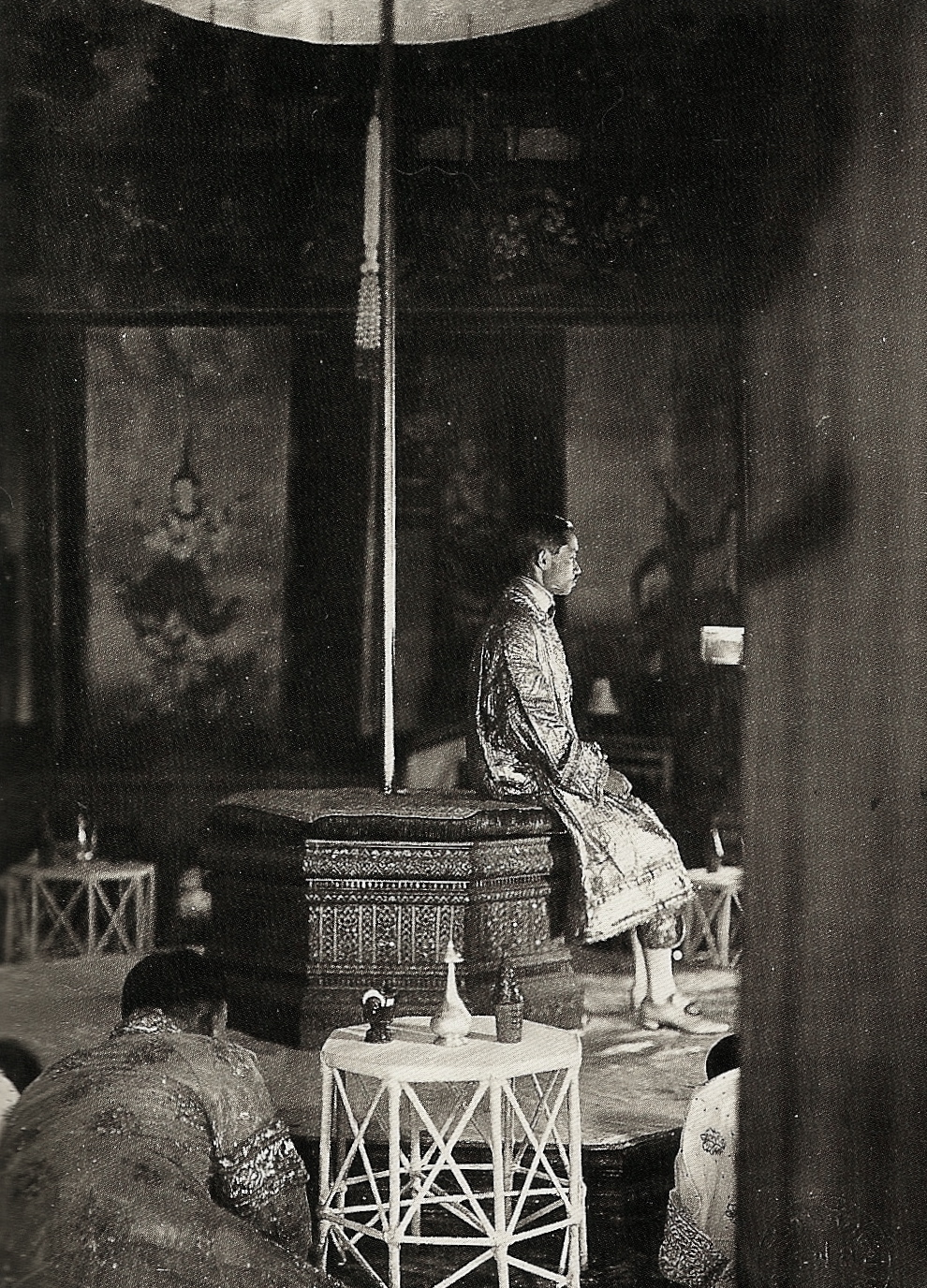
Rama VII mentre riceve gli omaggi dei pandit reali dal Trono Ottagonale nel febbraio 1926

La cerimonia dell'unzione reale (thai: พระ ราช พิธี ถวาย นำ้ อภิเษก), può avere inizio solo quando il sovrano ha indosso le vesti regali: questo abito tradizionale thailandese riccamente elaborato e decorato, è composto da una sontuosa giacca ricamata d'oro (detta Khrui), una tradizionale camicia di seta (detta Ratcha pataen), e un indumento inferiore (detto pha nung). Il monarca a questo punto procede dai suoi appartamenti privati per sedere sul Trono Ottagonale (thai: พระที่นั่งอัฐทิศอุทุมพรราชอาสน์), trono ricoperto d'oro ma fatto di legno d udumbara, termine buddista che identifica la pianta del Ficus racemosa, fatto costruire dal re Rama I appositamente per la cerimonia di unzione, posto all'estremità orientale della sala del trono Phaisan Thaksin e sovrastato da un ombrello reale a sette balze (che determina il rango di sovrano non ancora consacrato), guidato da pandit e dai brahmani reali, che lo precedono in un ordine ben preciso. D fronte agli otto lati del trono per l'occasione sono posti otto tavolini su cui sono collocate le immagini sacre di vari guardiani, con spazio per gusci di conchiglie detti shankha e l'acqua d'unzione.
L'acqua d'unzione usata per questa cerimonia viene raccolta per l'occasione da diciotto santuari e templi sparsi per tutto il paese, suddivisi in otto quadranti secondo le otto direzioni cardinali della bussola e con Bangkok come loro centro. I luoghi di culto sono stati storicamente scelti in base al loro significato spirituale, ma anche per essere situati vicino ad un antico centro urbano o ad un moderno centro amministrativo. L'acqua consacrata viene trasportata da urne provenienti da questi importanti templi per giungere Bangkok alcuni giorni prima della cerimonia.
A questo punto inizia la cerimonia vera e propria: il sovrano siede sul lato est del trono ed in risposta a questo il pandit responsabile di quella direzione avanza verso il monarca e, dopo avergli reso omaggio (con l'atto di prostrarglisi di fronte), inizia a parlagli in lingua pali (lingua liturgica del buddhismo theravāda, confessione del sovrano, derivata dall'antica lingua Magadhi Prakrit), per poi riprendere in thailandese e dire:
A questo punto il pandit avanza fino ai piedi del trono e consegna l'urna dell'acqua sacra raccolta dalle province orientali al sovrano, recitando la seguente preghiera:
Il sovrano, dopo aver immerso le proprie dita nell'urna dell'acqua sacra consegnatagli dal pandit e bagnatosi il viso di quell'acqua, risponde:
A cui il pandit replica, infine:
A questo punto il sovrano si sposta sul lato immediatamente successivo sul trono, a sud-est, e la cerimonia appena conclusasi riprende nelle stesse modalità con l'unica discrimante della variazione della divinità a cui è associato il punto cardinale: gli otto guardiani dei punti cardinali, o Lokapāla, che derivano dalla tradizionale buddhista sulla mitologia induista, sono composti dai quattro re celesti; Dhṛtarāṣṭra, conosciuto anche come Indra (est), Virūḍhaka, conosciuto anche come Yama (sud), Virūpākṣa, conosciuto anche come Varuṇa (ovest) e Vaiśravaṇa, conosciuto anche come Kubera (nord), ed i re della rosa dei venti; Bhuta, conosciuto anche come Agni (sud-est), Deva, conosciuto anche come Nirṛti o Rākṣasa (sud-ovest), Nāga, conosciuto anche come Vāyu (nord-ovest) e Yaksha, conosciuto anche come Īśāna (nord-est). Tutto ciò si ripete finché il sovrano non ritorna, procedendo in senso orario, nel lato est del trono.
A questo punto il sovrano ed il pandit orientale riassumono la funzione cerimoniale con un dialogo simile a quello già riportato poco più in alto. A questo punto al sovrano si avvicina il Capo Brahmano, e così gli consegna finalmente il grande ombrello reale a nove balze, il simbolo di un monarca finalmente consacrato, la più antica e sacra regalia di Thailandia. Il re, ora consacrato, lo accetta e consegna poi ad un paggio reale. Un mantra viene quindi intonato, su della musica, dal brahmano. Il monarca scende quindi dal Trono Ottagonale e si prepara per la vera e propria incoronazione, ultimo passo cerimoniale.

### Incoronazione
Procedendo verso il lato occidentale della sala del trono Phaisan Thaksin, il sovrano, al fine di iniziare la vera e propria cerimonia di incoronazione e di investitura (thai: พระราชพิธีถวายเครื่องสิริราชกกุธภัณฑ), siede sul Trono Phatharabit  (thai: พระที่นั่งภัทรบิฐ), mentre l'ombrello a sette balze postogli sopra viene sostituito con il grande ombrello reale a nove balze, a simboleggiare l'appena avvenuta consacrazione del nuovo monarca. Al sovrano segue una processione di bramhani per il trasporto delle regalie della corona thailandese, complete anche dei quattro utensili reali e delle otto armi di sovranità, arrivate a palazzo dal Wat Phra Kaew nelle prime ore del mattino.
Una volta seduto, il re riceve un omaggio dal Capo Brahmano, che reciterà quindi un mantra chiamato "Aprire i portali di Kailash", tratto dal Tiruvacakam. Questo mantra di lingua tamil è un invito per le divinità, principalmente Shiva, al venire sulla terra e fondersi nella persona del sovrano consacrato.  Dopodiché, nel consegnargli la tavoletta d'oro dei suoi stili cerimoniali e titoli personali, il sommo sacerdote si rivolge al monarca, prima in pali e poi in thai, dicendo: 
A cui il sovrano replica:
Il Capo Bramino quindi prende la grande corona della Vittoria dal suo portatore e lo consegna al re. Il re si incoronerà quindi con essa. In quel momento una fanfara di strumenti (eseguita dalla Banda Prakhom della corte reale) è suonata all'interno del palazzo, mentre il inno reale è giocato fuori dai terreni del palazzo da una banda militare.  Un saludo di 21 cannoni dell'artiglieria della Guardia Reale viene sparato simultaneamente fuori dalle mura del palazzo. Altrove all'interno della residenza reale i monaci in attesa cominciano a cantare una benedizione. Il Bramino quindi consegna al re gli altri oggetti delle insegne reali, utensili reali e le armi di sovranità. Accetta ciascuno in successione e poi li passa a una pagina che li visualizza su due tavoli su entrambi i lati del trono. Alla fine della presentazione, l'intero gruppo di Bramini renderà omaggio al re con il Capo Brahmino inginocchiato di fronte al gruppo mentre pronuncia la benedizione finale: